# Aangeboren eigenschap
Een eigenschap is, strikt gezien, aangeboren als deze bij de geboorte al aanwezig was. Het kan hierbij zowel erfelijke als niet-erfelijke eigenschappen of afwijkingen betreffen.
Niet alle erfelijke ziekten zijn namelijk aangeboren; soms uit een erfelijke ziekte zich pas na tientallen jaren onder invloed van andere factoren. Ook zijn niet alle aangeboren afwijkingen erfelijk, bijvoorbeeld de afwijkingen die door teratogene stoffen worden veroorzaakt, zoals gebeurd is bij DES-dochters.
Vaak zijn eigenschappen of ziekten echter zowel aangeboren als erfelijk. Voor veel eigenschappen, bijvoorbeeld karaktertrekken, is ook niet zeker of ze aangeboren zijn of later worden aangeleerd. 'Aangeboren' wordt in deze context vaker bedoeld als 'voor de geboorte al bepaald', ook als de eigenschap zich pas in een later ontwikkelingsstadium uit. Ook in dit geval kan de eigenschap echter zowel een gevolg zijn van genetische voorbestemming of van invloeden die in de baarmoeder al optraden.
Als de aangeboren eigenschap met medische problemen gepaard gaat, wordt dit een aangeboren afwijking of congenitale aandoening genoemd.